# Смит, Джулиан
Джу́лиан Ри́чард Смит (англ. Julian Richard Smith; род. 30 августа 1971) — британский политик, парламентский секретарь Казначейства и главный парламентский организатор большинства в Палате общин (2017—2019), министр по делам Северной Ирландии в кабинете Бориса Джонсона (2019—2020).

## Биография
Провёл детство в Стерлинге, учился в государственной школе, в шестом классе получил стипендию для обучения в частной школе Millfield (Сомерсет). Окончил Бирмингемский университет, где изучал историю и английскую филологию.

### Политическая карьера
В 2010 году в качестве кандидата Консервативной партии избран в Палату общин от округа Скиптон и Рипон (Норт-Йоркшир) с результатом 50,6 %.
В 2015 году назначен помощником главного парламентского организатора консерваторов в Палате общин.
17 июля 2016 года по окончании формирования правительства Терезы Мэй назначен вице-камергером Двора.
8 июня 2017 года переизбран в парламент от своего прежнего округа, получив 62,7 % голосов и улучшив свои показатели 2015 года на 7 % (при этом сильнейший из его соперников, лейборист Алан Вудхед, набрал только 28,3 %).
13 июня 2017 года премьер-министр Тереза Мэй назначила Джулиана Смита заместителем главного парламентского организатора консерваторов в Палате общин при формировании своего второго кабинета.
2 ноября 2017 года назначен парламентским секретарём Казначейства и главным парламентским организатором большинства в Палате общин (его заместителем стала Эстер Макви).

### В правительствах Джонсона
24 июля 2019 года назначен министром по делам Северной Ирландии при формировании правительства Бориса Джонсона.
13 февраля 2020 года покинул второй кабинет Джонсона в ходе серии перестановок.